# Zbýšov (Boêmia Central)
Zbýšov é uma comuna checa localizada na região da Boêmia Central, distrito de Kutná Hora.